# Jonas Brothers Live in Concert World Tour 2010
Die Jonas Brothers Live in Concert World Tour 2010 war die siebente Tour der US-amerikanischen Band Jonas Brothers. Die Tournee ging vom 7. August 2010 bis zum 18. November 2010 und beinhaltete Konzerte in Asien, Südamerika, Nordamerika und der Karibik.

## Hintergrund und Wissenswertes
Die Tour beinhaltete 47 Konzerte und diente der Promotion des zweiten Camp-Rock-Films. Während der Tour spielten die Jonas Brothers sowohl Songs der beiden Camp-Rock-Filme als auch Songs von ihren bisherigen vier Alben.
Eigentlich sollte die Tour bereits am 27. Juli starten, wurde jedoch dann aus organisatorischen Gründen auf den 7. August verschoben. Durch die Verschiebung wurden einige geplante Shows nicht gespielt. Die Änderungen fanden schon im April statt, sodass keine Konzerte kurzfristig abgesagt werden mussten.
Am 30. Oktober verließ Demi Lovato die Tour, um sich wegen körperlichen und psychologischen Problemen in eine Klinik einweisen zu lassen.

## Vorgruppen
Während der Tour begleiteten der Camp Rock Cast die Jonas Brothers. Demi Lovato, Anna Maria Perez de Taglé und Alyson Stoner sangen neben den Songs aus den Filmen auch noch Lieder aus ihren Solokarrieren.

### Setlist der Vorgruppen
1. „Insomnia“

1. „Make History“

1. „Get Back“
2. „La La Land“
3. „Remember December“
4. „Lo Que Soy“ (nur in Südamerika)
5. „Catch Me“
6. „Don’t Forget“
7. „Got Dynamite“
8. „Here We Go Again“

1. „Start the Party“
2. „Fire“
3. „We Rock“

1. „Brand New Day“
2. „Can’t Back Down“
3. „It’s Not too Late“
4. „It’s on“

## Setlist

### Nordamerika
1. „Feelin’ Alive“
2. „Hold on“
3. „Year 3000“
4. „Play My Music“
5. „Heart & Soul“
6. „Introducing Me“ (nur Nick Jonas)
7. „Gotta Find You“
8. „This Is Me“ (mit Demi Lovato)
9. „Wouldn’t Change a Thing“ (mit Demi Lovato)
10. „This Is Our Song“ (mit Demi Lovato und Camp Rock Cast)
11. „L.A. Baby (Where Dreams Are Made of)“
12. „Drive My Car“ (Beatles-Cover)
13. „Paranoid“
14. „Who I Am“ (nur Nick Jonas)
15. „Fly With Me“
16. „When You Look Me in the Eyes“
17. „Please Be Mine“
18. „Lovebug“
19. „S.O.S.“
20. „Burnin’ Up“

1. „Feelin’ Alive“
2. „Hold on“
3. „Year 3000“
4. „Play My Music“
5. „Heart & Soul“
6. „Introducing Me“ (nur Nick Jonas)
7. „Gotta Find You“
8. „This Is Me“ (mit Demi Lovato)
9. „Wouldn’t Change a Thing“ (mit Demi Lovato)
10. „This Is Our Song“ (mit Demi Lovato und Camp Rock Cast)
11. „L.A. Baby (Where Dreams Are Made of)“
12. „Drive My Car“ (Beatles-Cover)
13. „Paranoid“
14. „Who I Am“ (nur Nick Jonas)
15. „Hello Beautiful“
16. „Turn Right“
17. „Your Biggest Fan“
18. „Lovebug“
19. „S.O.S.“
20. „When You Look Me in the Eyes“
21. „Burnin’ Up“

1. „Feelin’ Alive“
2. „Hold on“
3. „Year 3000“
4. „Play My Music“
5. „Heart & Soul“
6. „Introducing Me“ (nur Nick Jonas)
7. „Gotta Find You“
8. „This Is Me“ (mit Demi Lovato)
9. „Wouldn’t Change a Thing“ (mit Demi Lovato)
10. „This Is Our Song“ (mit Demi Lovato und Camp Rock Cast)
11. „L.A. Baby (Where Dreams Are Made of)“
12. „Drive My Car“ (Beatles-Cover)
13. „Paranoid“
14. „Who I Am“ (nur Nick Jonas)
15. „Fly With Me“
16. „When You Look Me in the Eyes“
17. „Hello Beautiful“
18. „Your Biggest Fan“
19. „Please Be Mine“
20. „Lovebug“
21. „S.O.S.“
22. „Burnin’ Up“

1. „Feelin’ Alive“
2. „Hold on“
3. „Year 3000“
4. „Play My Music“
5. „Heart & Soul“
6. „Introducing Me“ (nur Nick Jonas)
7. „Gotta Find You“
8. „Live to Party“
9. „This Is Me“ (mit Demi Lovato)
10. „Wouldn’t Change a Thing“ (mit Demi Lovato)
11. „Send It On“ (mit Demi Lovato)
12. „L.A. Baby (Where Dreams Are Made of)“
13. „Drive My Car“ (Beatles-Cover)
14. „Paranoid“
15. „Who I Am“ (nur Nick Jonas)
16. „A Little Bit Longer“
17. „Fly With Me“
18. „Love Is On It’s Way“
19. „When You Look Me in the Eyes“
20. „Please Be Mine“
21. Akustik-Medley
  1. „Mandy“
  2. „Just Friends“
  3. „Goodnight & Goodbye“
  4. „What Did I Do to Your Hart“
  5. „Turn Right“
22. „Your Biggest Fan“
23. „Lovebug“
24. „S.O.S.“
25. „Burnin’ Up“

1. „Feelin’ Alive“
2. „Hold on“
3. „Year 3000“
4. „Play My Music“
5. „Heart & Soul“
6. „Introducing Me“ (nur Nick Jonas)
7. „Gotta Find You“
8. „This Is Me“ (mit Demi Lovato)
9. „Wouldn’t Change a Thing“ (mit Demi Lovato)
10. „L.A. Baby (Where Dreams Are Made of)“
11. „Drive My Car“ (Beatles-Cover)
12. „Paranoid“
13. „Who I Am“ (nur Nick Jonas)
14. „Fly With Me“
15. „When You Look Me in the Eyes“
16. „Hello Beautiful“
17. „Turn Right“
18. „Your Biggest Fan“
19. „Before the Storm“
20. „Please Be Mine“
21. „Lovebug“
22. „S.O.S.“
23. „Burnin’ Up“

1. „Feelin’ Alive“
2. „Hold on“
3. „Year 3000“
4. „Play My Music“
5. „Heart & Soul“
6. „Introducing Me“ (nur Nick Jonas)
7. „Gotta Find You“
8. „This Is Me“ (mit Demi Lovato)
9. „Wouldn’t Change a Thing“ (mit Demi Lovato)
10. „L.A. Baby (Where Dreams Are Made of)“
11. „Drive My Car“ (Beatles-Cover)
12. „Paranoid“
13. „Who I Am“ (nur Nick Jonas)
14. „A Little Bit Longer“
15. „Fly With Me“
16. „When You Look Me in the Eyes“
17. „BB Good“ (mit John Taylor als Lead-Vocalist)
18. „Please Be Mine“
19. „Lovebug“
20. „S.O.S.“
21. „Burnin’ Up“

1. „Feelin’ Alive“
2. „Hold on“
3. „Year 3000“
4. „Play My Music“
5. „Heart & Soul“
6. „Introducing Me“ (nur Nick Jonas)
7. „Gotta Find You“
8. „This Is Me“ (mit Demi Lovato)
9. „Wouldn’t Change a Thing“ (mit Demi Lovato)
10. „L.A. Baby (Where Dreams Are Made of)“
11. „Drive My Car“ (Beatles-Cover)
12. „Paranoid“
13. „Who I Am“ (nur Nick Jonas)
14. „Fly With Me“
15. „When You Look Me in the Eyes“
16. Akustik Medley
  1. „Mandy“
  2. „7:05“
  3. „I Am What I Am“
  4. „One Day at a Time“
  5. „Just Friends“
  6. „Hello Beautiful“
  7. „Pushin’ Me Away“
  8. „BB Good“
  9. „Turn Right“
  10. „Make It Right“
17. „Your Biggest Fan“
18. „Lovebug“
19. „S.O.S.“
20. „Burnin’ Up“

1. „Feelin’ Alive“
2. „Hold on“
3. „Year 3000“
4. „Play My Music“
5. „Heart & Soul“
6. „Introducing Me“ (nur Nick Jonas)
7. „Gotta Find You“
8. „This Is Me“ (mit Demi Lovato)
9. „Wouldn’t Change a Thing“ (mit Demi Lovato)
10. „L.A. Baby (Where Dreams Are Made of)“
11. „Drive My Car“ (Beatles-Cover)
12. „Paranoid“
13. „Who I Am“ (nur Nick Jonas)
14. „Fly With Me“
15. „When You Look Me in the Eyes“
16. Akustik Medley
  1. „Eternity“
  2. „Give Love a Try“
  3. „Underdog“
  4. „Inseperable“
17. „Your Biggest Fan“
18. „Lovebug“
19. „S.O.S.“
20. „Burnin’ Up“

### Karibik
1. „Feelin’ Alive“
2. „Hold on“
3. „Year 3000“
4. „Play My Music“
5. „Heart & Soul“
6. „Introducing Me“ (nur Nick Jonas)
7. „Gotta Find You“
8. „BB Good“
9. „Still in Love with You“
10. „Paranoid“
11. „Drive My Car“ (Beatles-Cover)
12. „L.A. Baby (Where Dreams Are Made of)“
13. „Who I Am“ (nur Nick Jonas)
14. „Fly with Me“
15. „When You Look Me in the Eyes“
16. „Please Be Mine“
17. „Lovebug“
18. „S.O.S.“
19. „Burnin’ Up“ (mit ihrem Bodyguard Big Rob Feggans)

### Südamerika
1. „Feelin’ Alive“
2. „Hold on“
3. „Year 3000“
4. „Play My Music“
5. „Heart & Soul“
6. „Introducing Me“ (nur Nick Jonas)
7. „Gotta Find You“
8. „Wouldn’t Change A Thing“ (mit Demi Lovato)
9. „BB Good“
10. „Still in Love with You“
11. „Paranoid“
12. „L.A. Baby (Where Dreams Are Made of)“
13. „Who I Am“ (nur Nick Jonas)
14. „Black Keys“
15. „A Little Bit Longer“
16. „Fly with Me“
17. „When You Look Me in the Eyes“
18. „Please Be Mine“
19. „Lovebug“
20. „S.O.S.“
21. „Burnin’ Up“

1. „Feelin’ Alive“
2. „Hold On“
3. „Year 3000“
4. „Play My Music“
5. „Heart & Soul“
6. „Introducing Me“ (nur Nick Jonas)
7. „Gotta Find You“
8. „BB Good“
9. „That’s Just The Way We Roll“
10. „Paranoid“
11. „L.A. Baby (Where Dreams Are Made of)“
12. „Who I Am“ (nur Nick Jonas)
13. „A Little Bit Longer“
14. „Fly with Me“
15. „When You Look Me In The Eyes“
16. „Please Be Mine“
17. „Lovebug“
18. „S.O.S.“
19. „Burnin’ Up“

1. „Feelin’ Alive“
2. „Hold On“
3. „Year 3000“
4. „Play My Music“
5. „Heart & Soul“
6. „Introducing Me“ (nur Nick Jonas)
7. „Gotta Find You“
8. „BB Good“
9. „That’s Just The Way We Roll“
10. „Can’t Back Down“ (mit Camp Rock Cast)
11. „This is Our Song“ (mit Camp Rock Cast)
12. „Paranoid“
13. „L.A. Baby (Where Dreams Are Made of)“
14. „Live To Party“
15. „World War III“
16. „Still In Love With You“
17. „Tonight“
18. „Your Biggest Fan“
19. „Hello Beautiful“
20. „Who I Am“ (nur Nick Jonas)
21. „Black Keys“
22. „A Little Bit Longer“
23. „Fly with Me“
24. „When You Look Me in the Eyes“
25. „Please Be Mine“
26. „Lovebug“
27. „S.O.S.“
28. „Burnin’ Up“

1. „Feelin’ Alive“
2. „Hold On“
3. „Year 3000“
4. „Play My Music“
5. „Heart & Soul“
6. „Introducing Me“ (nur Nick Jonas)
7. „Gotta Find You“
8. „BB Good“
9. „That’s Just The Way We Roll“
10. „Can’t Back Down“ (mit Camp Rock Cast)
11. „This is Our Song“ (mit Camp Rock Cast)
12. „Paranoid“
13. „L.A. Baby (Where Dreams Are Made of)“
14. „Live To Party“
15. „World War III“
16. „Still In Love With You“
17. „Tonight“
18. „Your Biggest Fan“
19. „Hello Beautiful“
20. „Turn Right“
21. „Who I Am“ (nur Nick Jonas)
22. „Black Keys“
23. „A Little Bit Longer“
24. „Fly with Me“
25. „When You Look Me in the Eyes“
26. „Please Be Mine“
27. „Lovebug“
28. „S.O.S.“
29. „Burnin’ Up“

1. „Feelin' Alive“
2. „Hold On“
3. „Year 3000“
4. „Play My Music“
5. „Heart & Soul“
6. „Introducing Me“ (nur Nick Jonas)
7. „Gotta Find You“
8. „Eu Não Mudaria Nada Em Você“ (mit Jullie) (nur Rio de Janeiro)
9. „BB Good“
10. „That’s Just The Way We Roll“
11. „Can’t Back Down“
12. „This is Our Song“
13. „Paranoid“
14. „L.A. Baby (Where Dreams Are Made of)“
15. „World War III“
16. „Still In Love With You“
17. „Tonight“
18. Medley
  1. „Hello Beautiful“
  2. „Your Biggest Fan“ (nur São Paulo)
19. „Rose Garden“ (nur Nick Jonas)(nur Porto Alegre)
20. „Who I Am“ (nur Nick Jonas)
21. Medley
  1. „Black Keys“ (nur São Paulo)
  2. „A Little Bit Longer“
22. „Fly With Me“
23. „When You Look Me in the Eyes“
24. „Please Be Mine“
25. „Lovebug“
26. „S.O.S.“
27. „Burnin’ Up“

1. „Feelin’ Alive“
2. „Hold On“
3. „Year 3000“
4. „Play My Music“
5. „Heart & Soul“
6. „Introducing Me“ (nur Nick Jonas)
7. „Gotta Find You“
8. „BB Good“
9. „That’s Just The Way We Roll“
10. „Can’t Back Down“ (mit Camp Rock Cast)
11. „This Is Our Song“ (mit Camp Rock Cast)
12. „Paranoid“
13. „L.A. Baby (Where Dreams Are Made of)“
14. „World War III“
15. „Still In Love With You“
16. „Tonight“
17. „Hello Beautiful“
18. „Your Biggest Fan“
19. „Who I Am“ (nur Nick Jonas)
20. „Black Keys“ (nur Nick Jonas)
21. „A Little Bit Longer“
22. „Fly with Me“
23. „When You Look Me in the Eyes“
24. „Please Be Mine“
25. „Lovebug“
26. „S.O.S.“
27. „Burnin’ Up“

## Konzerte

### Durchgeführte Konzerte
| Datum              | Stadt             | Land                         | Veranstaltungsort                           |
| ------------------ | ----------------- | ---------------------------- | ------------------------------------------- |
| Nordamerika        |                   |                              |                                             |
| 7. August 2010     | Tinley Park       | Vereinigte Staaten           | First Midwest Bank Amphitheater             |
| 8. August 2010     | Noblesville       | Vereinigte Staaten           | Verizon Wireless Music Center               |
| 10. August 2010    | Cincinnati        | Vereinigte Staaten           | Riverbend Music Center                      |
| 11. August 2010    | Burgettstown      | Vereinigte Staaten           | First Niagara Pavilion                      |
| 12. August 2010    | Bristow           | Vereinigte Staaten           | Jiffy Lube Live                             |
| 13. August 2010    | Hartford          | Vereinigte Staaten           | Comcast Theatre                             |
| 14. August 2010    | Hershey           | Vereinigte Staaten           | Hershey Park Stadium                        |
| 16. August 2010    | Holmdel           | Vereinigte Staaten           | PNC Bank Arts Center                        |
| 17. August 2010    | Holmdel           | Vereinigte Staaten           | PNC Bank Arts Center                        |
| 21. August 2010    | Wantagh           | Vereinigte Staaten           | Nikon at Jones Beach Theater\|Jones Beach   |
| 22. August 2010    | Wantagh           | Vereinigte Staaten           | Nikon at Jones Beach Theater\|Jones Beach   |
| 25. August 2010    | Mansfield         | Vereinigte Staaten           | Comcast Center                              |
| 26. August 2010    | Mansfield         | Vereinigte Staaten           | Comcast Center                              |
| 27. August 2010    | Camden            | Vereinigte Staaten           | Susquehanna Bank Center                     |
| 28. August 2010    | Atlantic City     | Vereinigte Staaten           | Trump Taj Mahal                             |
| 29. August 2010    | Virginia Beach    | Vereinigte Staaten           | Farm Bureau Live at Virginia Beach          |
| 31. August 2010    | Cleveland         | Vereinigte Staaten           | Quicken Loans Arena                         |
| 1. September 2010  | Clarkston         | Vereinigte Staaten           | DTE Energy Music Theater                    |
| 2. September 2010  | Toronto           | Kanada                       | Molson Amphitheatre                         |
| 3. September 2010  | Toronto           | Kanada                       | Molson Amphitheatre                         |
| 4. September 2010  | Montreal          | Kanada                       | Bell Centre                                 |
| 5. September 2010  | Daytona Beach     | Vereinigte Staaten           | Ocean Center                                |
| 7. September 2010  | West Palm Beach   | Vereinigte Staaten           | Cruzan Amphitheater                         |
| 10. September 2010 | San Antonio       | Vereinigte Staaten           | AT&T Center                                 |
| 11. September 2010 | Houston           | Vereinigte Staaten           | Cynthia Woods Mitchell Pavilion             |
| 12. September 2010 | Dallas            | Vereinigte Staaten           | Superpages.com Center                       |
| 14. September 2010 | Phoenix           | Vereinigte Staaten           | Cricket Wireless Pavilion                   |
| 16. September 2010 | Chula Vista       | Vereinigte Staaten           | Cricket Wireless Amphitheatre               |
| 17. September 2010 | Wheatland         | Vereinigte Staaten           | Sleep Train Amphitheater                    |
| 18. September 2010 | Mountain View     | Vereinigte Staaten           | Shoreline Amphitheatre                      |
| 19. September 2010 | Irvine            | Vereinigte Staaten           | Verizon Wireless Amphitheatre               |
| Karibik            |                   |                              |                                             |
| 15. Oktober 2010   | San Juan          | Puerto Rico                  | José Miguel Agrelot Coliseum                |
| Nordamerika        |                   |                              |                                             |
| 16. Oktober 2010   | Santo Domingo     | Dominikanische Republik      | Palacio de Los Deportes                     |
| 23. Oktober 2010   | Guadalajara       | Mexiko                       | Estadio Tres de Marzo                       |
| 24. Oktober 2010   | Mexiko-Stadt      | Mexiko                       | Foro Sol                                    |
| Mittelamerika      |                   |                              |                                             |
| 26. Oktober 2010   | San José          | Costa Rica                   | Estadio Ricardo Saprissa Aymá               |
| Südamerika         |                   |                              |                                             |
| 28. Oktober 2010   | Bogotá            | Kolumbien                    | Simon Bolivar Park                          |
| 30. Oktober 2010   | Lima              | Peru                         | Estadio Monumental                          |
| 1. November 2010   | Quito             | Ecuador                      | Estadio Olímpico Atahualpa                  |
| 4. November 2010   | Santiago de Chile | Chile                        | Estadio Monumental David Arellano           |
| 6. November 2010   | São Paulo         | Brasilien                    | Associação Portuguesa de Desportos          |
| 7. November 2010   | Rio de Janeiro    | Brasilien                    | Maracanãzinho                               |
| 10. November 2010  | Porto Alegre      | Brasilien                    | Ginásio Gigantinho                          |
| 13. November 2010  | Buenos Aires      | Argentinien                  | Estadio Monumental Antonio Vespucio Liberti |
| Asien              |                   |                              |                                             |
| 18. November 2010  | Abu Dhabi         | Vereinigte Arabische Emirate | Yas Arena                                   |

### Abgesagte Konzerte
Das Konzert in Tampa, Florida, musste aufgrund starker Gewitter abgesagt werden. Der Veranstaltungsort der Show war nicht nutzbar. Die Show in Monterrey (Mexiko) musste wegen politischen Unruhen in der Stadt ebenfalls abgesagt werden. Für beide Shows gab es keine Ersatztermine.
| Datum             | Stadt     | Land               | Veranstaltungsort           |
| ----------------- | --------- | ------------------ | --------------------------- |
| Nordamerika       |           |                    |                             |
| 8. September 2010 | Tampa     | Vereinigte Staaten | 1-800-ASK-GARY Amphitheater |
| 21. Oktober 2010  | Monterrey | Mexiko             | Estadio Universitario       |